# باتری قلیایی

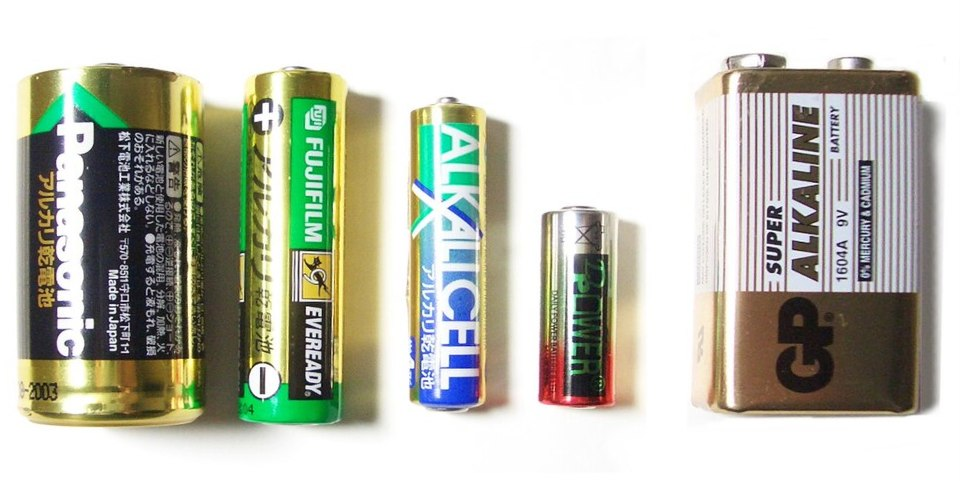
باتری آلکالاین

باتری‌های قلیایی (یا باتریهای آلکالاین) نوعی از باتریها هستند که به‌طور عمده با واکنش میان روی و دی‌اکسید منگنز عمل می‌کنند. نوع دیگر آن باتری پرکردنی قلیایی است که امکان استفادهٔ مجدد از آن‌ها وجود دارد. باتری های قلیایی صد و بیست (تا صد و سی) برابر، ظرفیت بیشتری نسبت به باتری‌های معمولی دارند. همچنین به جریان دهی بالا و امکان تخلیه مستمر باتری قلیایی نیز می‌توان اشاره کرد. با وجود این که قیمت باتری قلیایی تا حدودی بیشتر از باتری معمولی است، ولی با توجه به زمان خدمت دهی بیشتر، باتری قلیایی در واحد زمان از هزینهٔ کمتری برخوردار است.

## مزایای باتری‌های قلیایی نسبت به باتری‌های لکلانشه
- شدت و قدرت تخلیه بالاتر
- مقاومت داخلی کمتر و ثابت تر
- هزینه تخلیه در ساعت اقتصادی تر
- زمان نگهداری بهتر و بیشتر
- مقاومت بیشتر در برابر تخلیه مداوم و شیب مناسب تخلیه
- طول عمر بیشتر

## تاریخچه
باتری قلیایی در تحقیقاتی در سال‌های دهه ۱۳۲۰ هجری شمسی اختراع شد. سپس این نوع مولد راه خود را به تدریج به بازارهای مصرف در سراسر کشورهای دنیا باز کرد. امروزه یکی از پراستفاده ترین انواع باتری میباشد.